# 유성 (양석공후)
유성(劉成, ? ~ ?)은 전한 말기의 제후로, 교동경왕의 손자이다.

## 생애
아버지 유회의 뒤를 이어 양석후(羊石侯)에 봉해졌다.
시호를 공(共)이라 하였고, 아들 유순이 작위를 이었다.

## 출전
- 반고, 《한서》 권15하 왕자후표 下

| 선대 아버지 양석경후 유회 | 전한의 양석후 ? ~ ? | 후대 아들 유순 |